# Tholos de Montelirio
Tholos de Montelirio är en tholosgrav i provinsen Sevilla i Spanien. Det är en megalitisk konstruktion daterad till kalkolitisk tid 3 000–2 800 f.Kr. Platsen upptäcktes redan 1868, men har inte undersökts på flera årtionden. Utgrävningen av graven återupptogs 1980 på grund av Sevillas urbana tillväxt.  Tholos de Montelirio är stängd för allmänheten, men dess föremål kan beskådas i det arkeologiska museet i Sevilla. 

## Beskrivning

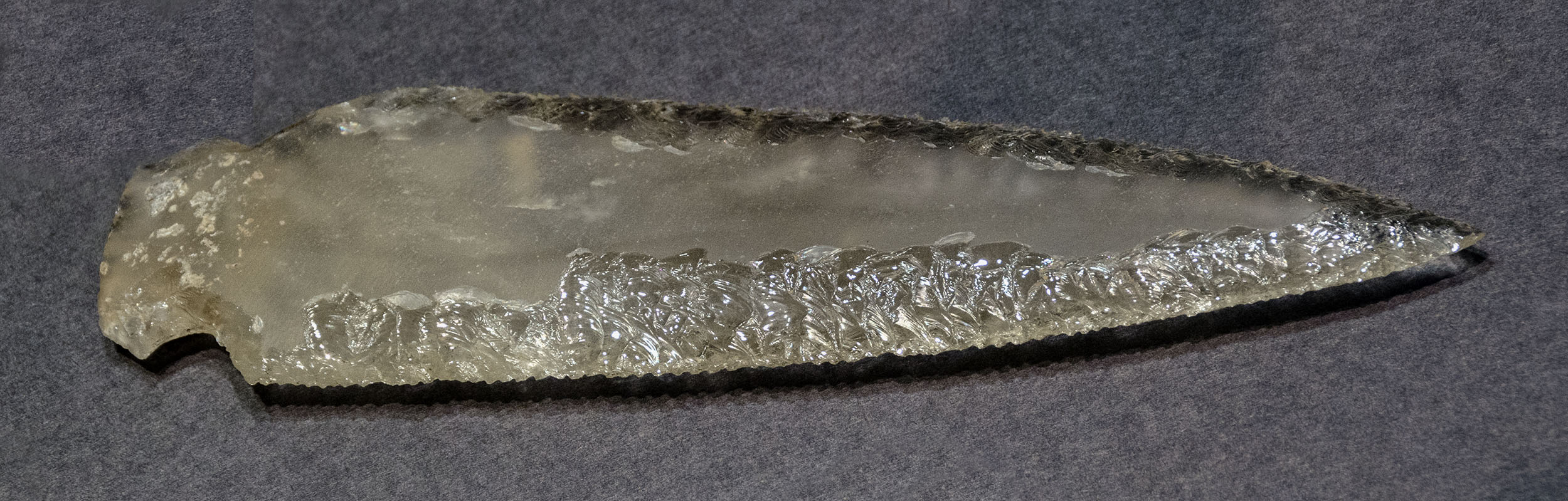
Bergkristalldolk från graven

Platsen är en megalitisk konstruktion daterad till cirka 3000–2800 f.Kr. Graven består av en 40 meter lång öppen gång som leder till två underjordiska gravkammare. De stöddes under platsens konstruktion av träpelare.  Bland artefakterna som hittats finns en dolk med ett blad av bergkristall och ett handtag av elfenben, dekorerat med 90 perforerade diskusformade pärlor av pärlemor. Den större gravkammaren innehöll människokroppar som var täckta med en röd patina av cinnober och dekorerad med solmotiv.  Arkeologerna vid universitetet i Sevilla fastställde att solen vid vintersolståndet strålade genom entrékorridoren och lyste upp kammaren under några minuter. Ljuset träffade en stele som man har tolkat som en representation av modergudinnan.  22 C-14-dateringar utförda på mänskligt ben visade att Tholos de Montelirio började användas 2875–2700 f.Kr. och upphörde 2805–2635 f.Kr. Graven användes under en kortare tid. 
Montelirio var ett monument av tholostyp med två kammare som innehöll resterna av prestigebegravningar. De begravdes två generationer efter Ivory Lady (se nedan). Totalt gravlades 25 personer, varav tre i korridoren, 20 i den stora kammaren och två i lilla kammaren. Kvarlevorna i den lilla kammaren var svårt störda redan under romartiden. Den stora kammaren hade mer ostörda förhållanden och gav goda antropologiska lämningar och välbevarade artefakter. Enligt osteologiska studier var 15 av de 20 individer som begravdes i stora kammaren kvinnor eller troligen kvinnor. Alla var primära inhumationer, alltså begravda vid döden. De återstående fem var obestämda. Alla var vuxna vid tidpunkten för dödsfallet, med en  ålder mellan 20 och 35 år. 
Alla mänskliga kvarlevor på platsen innehöll mycket höga halter av kvicksilver. Några olika förklaringar till dessa höga halter finns. Människorna kan ha kontinuerligt exponerats för kvicksilverhaltig cinnober. De kan ha målat huden med kvicksilver. Osteologer fann tecken på artros i skeletten. Eftersom medellivslängden var 40 år under kopparåldern, kan artrosen vara ett resultat av att dessa människor gick mycket eller har varit dansare. García Sanjuán medger att det är okänt om alla dog samtidigt eller under kortare tid. Troligen har graven byggts för en unik begravningsceremoni för en mycket speciell grupp personer.

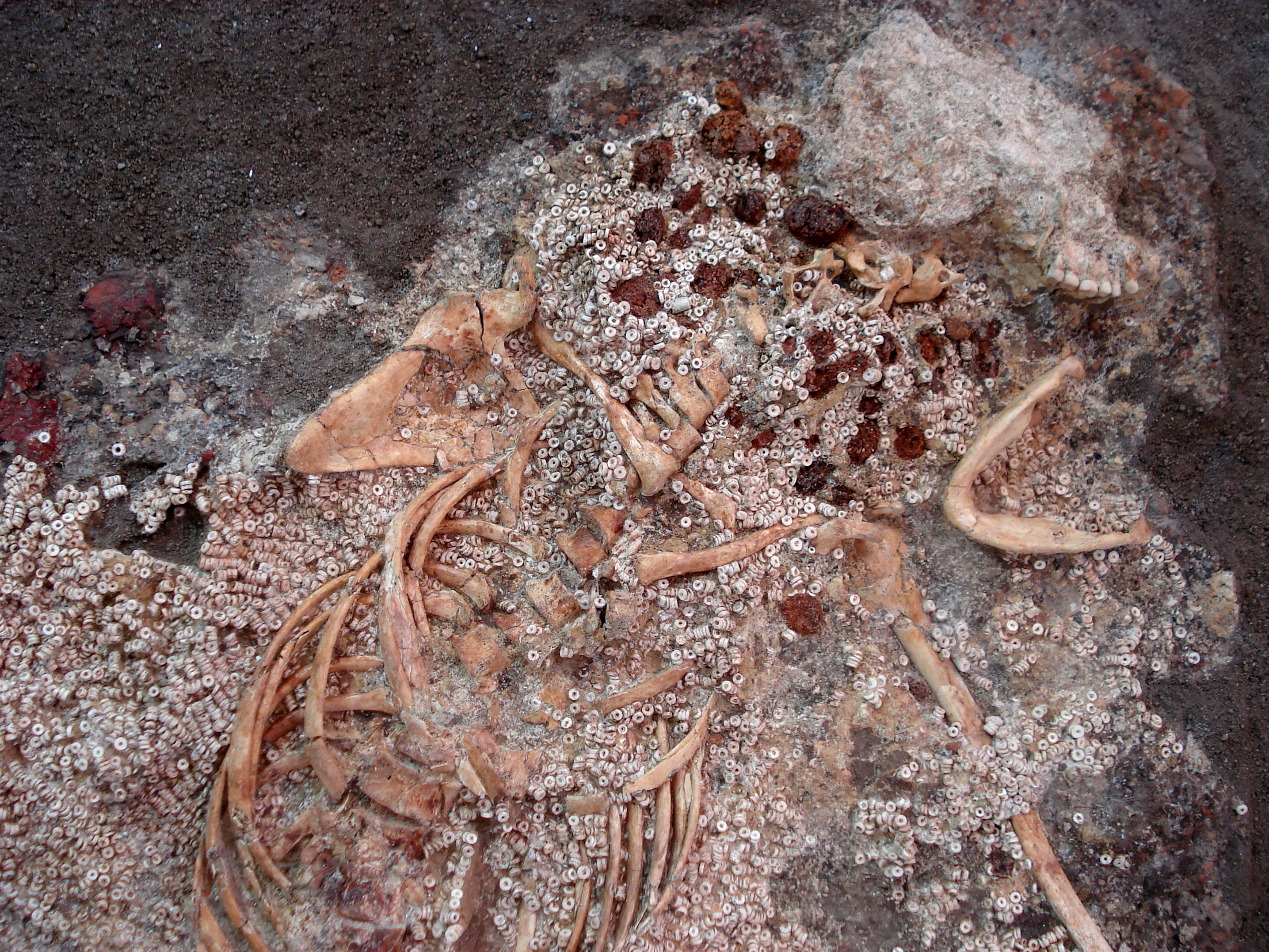
Mänskliga kvarlevor med rester av en dress gjord av bärnsten och skalpärlor

De begravda täcktes av en sorts paljettklänningar, kläder gjorda av tiotusentals pärlor av kalksten eller musselskal, uppträdda på trådar. Dräkterna vägde 8 till 10 kg. En av kropparna hittades i böneläge riktad mot stelen representerande den feminina gudomen. De flesta skeletten låg i ryggläge. Tillsammans med lämningarna hittades exklusiva material importerade från avlägsna platser, såsom elfenben, bärnsten, variscite, cinnober eller bergskristall.

### Ivory Lady
År 2008 hittades knappt 100 m norr om megalitgraven en annan grav med ett skelettet av en högt uppsatt person (Grav 10.049). Först trodde man att det var en man. På grund av artefakter av elfenben har skelettet kallats Elfenbensmannen. 2021 kunde man konstatera att skelettet var en kvinna, baserat på ny typ av analys av könsspecifik amelogeninpeptid i tandemaljen. Motsvarande resultat publicerades 2023 av Nature. Skelettet namngavs då till Ivory Lady.